# Andreas van den Bogaerde van Terbrugge

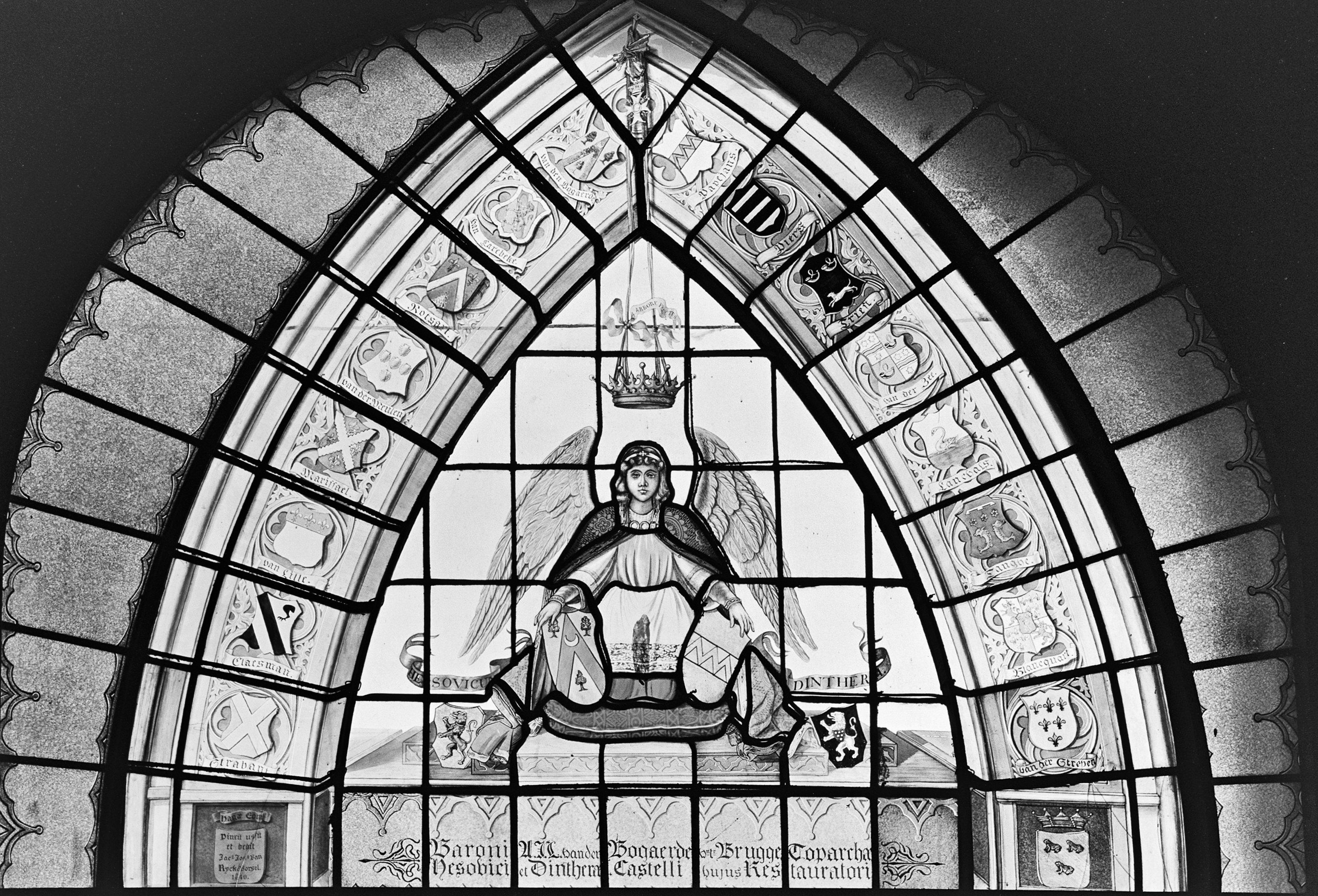
Dessus de porte in Kasteel Heeswijk met de voorouderlijke familiewapens van Van den Bogaerde van Terbrugge en zijn vrouw Eugénie Papeians de Morchoven dit van der Strepen. Gemaakt door J.J. van Rijckevorsel.

Andreas Johannes Ludovicus baron van den Bogaerde van Terbrugge (Gent, 7 juli 1787 - Heeswijk, 12 januari 1855) was gouverneur van Noord-Brabant.

## Familie
Baron (1834) Andreas-Johannes van den Bogaerde stamde uit de oude Brugse familie Van den Bogaerde, die in het begin van de achttiende eeuw geadeld werd. Hij was de zoon van André-François van den Bogaerde (1754-1834), burgemeester van Waasmunster en van Maria van Larebeke (1765-1845). Hij was de kleinzoon van Andries-Lodewijk van den Bogaerde (1726-1799), schepen, burgemeester en trezorier van het Brugse Vrije en van Angelique Rotsaert de Hertaing (1731-1803).
Andreas was getrouwd met Eugenie Papeians de Morchoven dit van der Strepen (Gent, 1795 - Heeswijk, 1843). Ze hadden zes kinderen:
- Emma (1821-1825).
- Amédée (1823-1874), die trouwde met barones Otheline van Tuyll van Serooskerken (1817-1890). Hij was kamerheer van de Nederlandse koning.
  - Willem (1849-188?), ingenieur, bleef Nederlander.
  - Hendrik (1849-1896), heer van Heeswijk, Dinther en Moergestel, ingenieur van bruggen en wegen, kamerheer van de Nederlandse koning, trouwde met prinses Manuela de Looz-Corswarem (1861-1919). Hij bleef Nederlander.
    - Willem (1882-1974), opteerde voor de Belgische nationaliteit, ambassaderaad. Hij trouwde met barones Albertine van Heeckeren van Kell (1899-1994), eredame van de Nederlandse koningin. Ze adopteerden een meisje dat de naam kreeg van den Bogaerde de Ter Brugghen de Heeckeren de Kell.
    - Paul Otho (1883-1947), opteerde voor de Belgische nationaliteit, diplomaat, gevolmachtigd minister. Hij trouwde met Celia Shaw en in tweede huwelijk met Margarida Bensaude (1893-1980).
      - Manuelle van den Bogaerde (1915-2007) trouwde met Raymond Veranneman de Watervliet (1920-2000) en met Willy Katzenstein.
      - Gisèle van den Bogaerde (°1927), laatste naamdrager Van den Bogaerde.
- Louis, heer van Heeswijk en Dinther (1826-1890), opteerde voor Nederland.
- Donat, heer van Moergestel (1829-1895), opteerde voor Nederland.
- Alberic Donatus, opteerde voor Nederland.
- Marie

De toevoeging die aan de naam van den Bogaerde door deze tak werd gedaan, wordt verschillend geschreven:
- van den Bogaerde de Ter Brugghen
- van den Bogaerde de ter Brugge
- van den Bogaerde van Terbrugge.

De toevoeging hield geen verband met de Brugse oorsprong van de familie, maar was een herinnering aan de vader van Maria van Larebeke, Gillis van Larebeke, die onder het ancien régime Heer was van Ter Brugghen, een heerlijkheid in Oost-Vlaanderen.

## Levensloop en loopbaan
Vanaf het begin van het Verenigd Koninkrijk der Nederlanden werd Andreas, in tegenstelling tot zijn vader, een aanhanger van Oranje en werd hij onmiddellijk in de adelstand bevestigd en in de Ridderschap van de provincie West-Vlaanderen opgenomen. Zijn vader werd pas in maart 1830 in de adelstand bevestigd, met een baronstitel die op Andreas overging. Andreas volgde zijn vader op als burgemeester van Waasmunster en werd arrondissementscommissaris van Sint-Niklaas en van Gent. Hij werd geen burgemeester van Gent zoals per vergissing wordt vermeld in het Biographisch woordenboek der Noord- en Zuidnederlandsche letterkunde.
Begin 1830 (en niet in 1820 zoals in het voormelde woordenboek staat) benoemde koning Willem I hem tot gouverneur van Noord-Brabant, een post hij tot 1842 bekleedde. Andreas bleef immers trouw aan Oranje ook na de Belgische Revolutie en was een van de weinige Zuid-Nederlanders die zijn ambt in het Noorden na 1830 behield. In 1837 richtte hij het Provinciaal Genootschap van Kunsten en Wetenschappen in Noord-Brabant op samen met nog zes anderen. Dit gezelschap van zeven man sterk bestond, naast de baron zelf, uit onder andere dr. Cornelis R. Hermans, rector van de Latijnse School in Heusden en predikant Carel Willem Pape, boekhandelaar Hendrik Palier en de latere minister Jacobus Arnoldus Mutsaers. Hiermee wou hij de Brabantse geschiedenis benadrukken (in het geheel der Nederlanden). In 1840 werd hij ingedeeld in de Ridderschap van Noord-Brabant, waarvan hij de voorzitter werd. Hij werd ook Staatsraad in Buitengewone Dienst en Kamerheer van de koning.
Hij kocht het middeleeuwse slot Kasteel Heeswijk en sleet daar en in het kasteel van Dinther zijn jaren als emeritus in werkzame rust. Heeswijk werd door hem en zijn erfgenamen aanzienlijk uitgebreid en er werd een zeer belangrijke collectie kunstwerken en antiquiteiten in ondergebracht. Tot het begin van de jaren 1990 was het poortgebouw van het imposante kasteel bewoond door afstammelingen. Thans is het kasteel eigendom van de Stichting Slot Heeswijk en werd het aanzienlijk gerenoveerd om voor hedendaags gebruik te dienen.
Het familiegraf bevindt zich bij de Sint-Willibrorduskerk van Heeswijk.

## Publicaties
- Het district van St. Nicolaas, voorheen Land van Waas, beschouwd met betrekking tot deszelfs Natuur-, Staat- en Geschiedkunde, gevolgd door eene bijzondere beschrijving van elke stad, dorp of gemeente in hetzelfde gelegen (3 dln., Sint-Niklaas, 1825).
- Proef op de aanmoediging en uitbreiding der linnenweverijen, in Oost-Vlaanderen, gevolgd van de tienjarige optelling van al de op de markten van Oost-Vlaanderen verkochte lijnwaden (Gent).
- Vlugtig overzigt der geschiedenis van België en die van Polen, toegepast op de tegenwoordige gebeurtenissen tot 1 Jan. 1831 ('s-Hertogenbosch, 1831).
- Proeve over de belangrijkheid van den handel, de scheepvaart en de nijverheid in de gewesten die van 1813-'30 uitmaakten het koningrijk der Nederlanden ('s-Gravenhage, 1845, oorspr. in het Frans uitgegeven).
- Voorts werden de redevoeringen uitgegeven waarmee hij de zomervergaderingen van de Provinciale Staten van Noord-Brabant opende.